# Peabody Energy
Peabody Energy, vormals Peabody Coal Company, ist das größte private Kohlebergbauunternehmen der Welt, hat seinen Firmensitz in St. Louis, Missouri und ist im Aktienindex S&P 500 gelistet.

## Geschichte
Peabody Energy wurde 1883 in Chicago gegründet.
Im Dezember 2011 übernahm Peabody den australischen Kohleförderer Macarthur.
Mitte April 2016 stellte das Unternehmen einen Insolvenzantrag gemäß Chapter 11 des US-amerikanischen Insolvenzrechts. Dies hatte das Unternehmen bereits Mitte März 2016 angekündigt, worauf die Aktie des Unternehmens um mehr als 50 Prozent einbrach. Zuvor hatte sie auf Jahressicht bereits mehr als 98 Prozent ihres Wertes verloren. Zum 3. April 2017 wurde der Gläubigerschutz aufgehoben und das Unternehmen wird seither wieder an der NYSE gehandelt.

## Kritik
Im Zuge der Insolvenz kam ans Tageslicht, dass Peabody eine wichtige Rolle bei der organisierten Leugnung des Klimawandels spielte. Unter anderem finanzierte das Unternehmen mehr als 24 Organisationen, die Zweifel an der globalen Erwärmung säen und Umweltschutzmaßnahmen bekämpfen. Weitere Gelder flossen an die für ihre klimawandelskeptischen Positionen bekannten Forscher Willie Soon, Richard Lindzen und Roy Spencer.